# Gustavo A. Madero (kerület)
Gustavo A. Madero Mexikóváros legészakibb kerülete. Lakossága 2010-ben meghaladta az 1 185 000 főt.

## Földrajz

### Fekvése
A Mexikóváros északi részén fekvő kerület nagy része a tenger szintje felett körülbelül 2250 méterrel fekvő síkság, ám középső és északi részén is néhány hegy emelkedik. Közepén a híres Tepeyac-domb található, ettől északra a 2400 métert is meghaladó Cerro el Guerrero és Cerro Zacatenco helyezkedik el, a kerület északi nyúlványa pedig jóval magasabb hegyek oldalába kapaszkodik fel, és legmagasabb részén a 2900 métert is megközelíti. Innen folyik lefelé a Xochitla nevű vízfolyás, ami a Tlalnepantla folyóba ömlik. A kerület egy részét kettévágja, más részén határát alkotja a csővezetékben haladó Río de los Remedios, keleti részén pedig átvezet a Gran Canal del Desagüe nevű csatorna is. A kerület délkeleti vidékén található a San Juan de Aragón-tó.

### Éghajlat
A kerület éghajlata meleg, de nem forró, és nyáron–ősz elején csapadékos. Minden hónapban mértek már legalább 29 °C-os hőséget, de a rekord nem érte el a 39 °C-ot. Az átlagos hőmérsékletek a januári 12,9 és a májusi–júniusi 19,2 fok között váltakoznak, fagy több hónapban is előfordul. Az évi átlagosan 599 mm csapadék időbeli eloszlása nagyon egyenetlen: a júniustól szeptemberig tartó 4 hónapos időszak alatt hull az éves mennyiség több mint 70%-a.
| Hónap                                   | Jan. | Feb. | Már. | Ápr. | Máj. | Jún. | Júl. | Aug. | Szep. | Okt. | Nov. | Dec. | Év   |
| --------------------------------------- | ---- | ---- | ---- | ---- | ---- | ---- | ---- | ---- | ----- | ---- | ---- | ---- | ---- |
| Rekord max. hőmérséklet (°C)            | 30,5 | 33,0 | 38,5 | 36,0 | 36,0 | 36,0 | 30,5 | 30,5 | 31,5  | 31,5 | 31,0 | 29,5 | 38,5 |
| Átlagos max. hőmérséklet (°C)           | 22,8 | 24,9 | 27,5 | 28,3 | 27,9 | 26,4 | 24,9 | 25,1 | 24,6  | 24,3 | 23,7 | 22,5 | 25,2 |
| Átlaghőmérséklet (°C)                   | 12,9 | 14,6 | 16,9 | 18,5 | 19,2 | 19,2 | 18,2 | 18,4 | 18,0  | 16,7 | 14,8 | 13,2 | 16,7 |
| Átlagos min. hőmérséklet (°C)           | 3,0  | 4,2  | 6,4  | 8,7  | 10,5 | 12,0 | 11,5 | 11,6 | 11,5  | 9,2  | 5,8  | 4,0  | 8,2  |
| Rekord min. hőmérséklet (°C)            | −8,5 | −6,5 | −2,5 | −2,0 | 2,5  | 5,0  | 5,0  | 4,0  | 2,5   | −0,5 | −5,5 | −5,5 | −8,5 |
| Átl. csapadékmennyiség (mm)             | 9    | 8    | 11   | 25   | 48   | 103  | 120  | 115  | 94    | 51   | 10   | 6    | 599  |
| Forrás: Servicio Meteorológico Nacional |      |      |      |      |      |      |      |      |       |      |      |      |      |

## Népesség
A kerület népessége a közelmúltban folyamatosan csökkent:
| Év   | Lakosság  |
| ---- | --------- |
| 1990 | 1 268 068 |
| 1995 | 1 256 913 |
| 2000 | 1 235 542 |
| 2005 | 1 193 161 |
| 2010 | 1 185 772 |

## Története
Nevét Gustavo Adolfo Maderóról kapta, akit a mexikói forradalom idején, 1913-ban, az úgynevezett tragikus tíz nap során gyilkoltak meg a kormányellenes puccsisták.
A Tepeaca néven ismert település a spanyolok megérkezésével a Tepeaquilla nevet kapta, majd 1563. december 3-ától kezdve Guadalupe lett. Ekkor nem lakták többen mint 300-an, és két fő részből állt: az egyikben az indiánok, a másikban az európai származásúak és a meszticek éltek. Az indián település csak pueblo (falu) volt, míg a másik 1733-ban villa rangra emelkedett, a következő évszázadok során pedig számos közigazgatási változáson esett át. A függetlenségi háború után nevét Guadalupe Hidalgóra változtatták, majd 1931-ben vette fel mai nevét.

## Turizmus, látnivalók

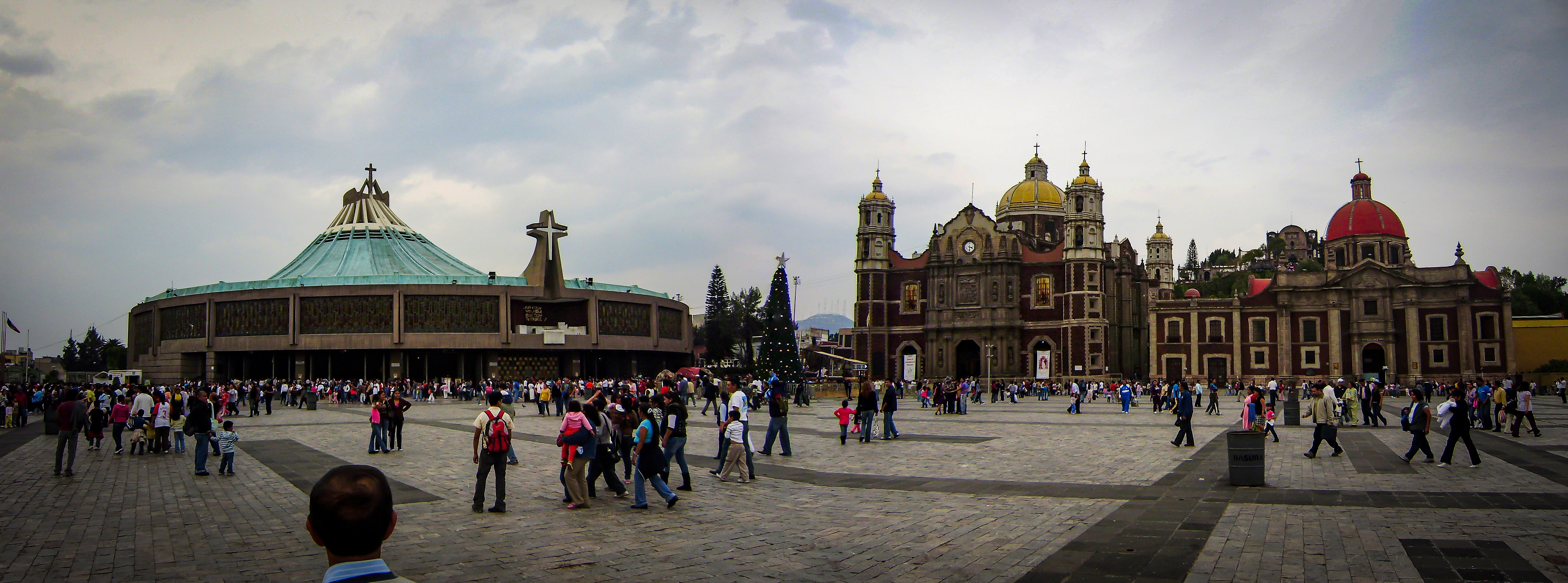
A Guadalupe-bazilika régi és új épületei

A kerület legjelentősebb, világszerte ismert turisztikai célpontja a Tepeyac-dombon található Guadalupe-bazilika és a hozzá tartozó épületegyüttes, amelyet egy-egy év során mintegy 20 millió látogató keres fel, ezzel pedig a világ harmadik leglátogatottabb vallási emlékhelye. Az első templom helyén épülő új épület alapkövét 1695-ben áldották meg. Ma több múzeum is tartozik hozzá.
A kerület egyéb látnivalói közé tartozik a La Villa nevű vasútállomáson (ez Mexikóváros legrégebbi állomása) elhelyezkedő vasútmúzeum, valamint az úgynevezett „Zöld Indiánok emlékmű” (Monumento a los Indios Verdes), ami nem más, mint két, a patinától zöldre színeződött bronzszobor, amelyek Ahuízotl és Itzcóatl azték utalkodókat ábrázolják. Emellett a San Juan de Aragón-tónál egy állatkert is található.
Részben a kerületben található a 18. század közepén épült guadalupei vízvezeték, amely mára erősen leromlott állapotba került.